# Centro de Normalización Lingüística de la Lengua de Signos Española
El Centro de Normalización Lingüística de la Lengua de Signos Española (CNLSE) es un organismo de titularidad pública adscrito al Real Patronato sobre Discapacidad, ha sido creado por la Ley 27/2007, de 23 de octubre, por la que se reconocen las lenguas de signos españolas y se regulan los medios de apoyo a la comunicación oral de las personas sordas, con discapacidad auditiva y sordociegas.

## Creación y gestión
El CNLSE está regido por un Consejo Rector de carácter paritario compuesto por representantes de la Administración del Estado y entidades del movimiento asociativo de la comunidad lingüística de las personas usuarias de la lengua de signos española, bajo la presidencia del Director del Real Patronato sobre Discapacidad. Su regulación queda establecida en el Real Decreto 921/2010, de 16 de julio.
Conforme a su ley de creación, el CNLSE tiene como finalidad investigar, fomentar y difundir la lengua de signos española, así como velar por su buen uso, observada la transversalidad en las políticas y líneas de acción en cualquiera de los ámbitos de actuación pública. Asimismo, tiene entre sus funciones constituirse como observatorio de la lengua de signos española, actuar como centro de investigación, asesorar a las administraciones públicas y agentes sociales y elaborar informes, difundir y promover el uso de la lengua de signos española, servir como centro práctico, de reflexión y de intercambio de conocimiento así como fomentar iniciativas en materia de lengua de signos española, entre otras. 
La gestión del CNLSE está encomendada a la Fundación CNSE y comenzó su andadura el 1 de junio de 2011. Cabe destacar la conformación del equipo al frente del CNLSE, un equipo multidisciplinar que desarrolla diversas acciones relacionadas con la normalización, promoción y difusión así como investigación y desarrollo de la lengua de signos española, teniendo en cuenta la realidad lingüística de las personas usuarias velando por su derecho a aprender y usar dicha lengua. La sede del CNLSE está ubicada en las instalaciones de la Fundación CNSE, en la calle Islas Aleutianas n.º 28 de Madrid. 
De acuerdo con su misión, los objetivos y los fines atribuidos en la Ley 27/2007, el CNLSE establece para su funcionamiento las siguientes áreas:

## Área de normalización de la lengua de signos española
Se desarrollan acciones como proponer medidas y llevar a cabo los estudios y análisis necesarios sobre la normalización lingüística de la lengua de signos española, asesorar y atender consultas a solicitud de las entidades públicas y privadas, así como promover acuerdos de colaboración con otras entidades.

## Área de promoción y difusión de la lengua de signos española
Se llevan a cabo diversas acciones relacionadas con el fomento del aprendizaje de la lengua de signos española y de la presencia de dicha lengua con criterios de calidad en la administración pública y en los medios de comunicación e información. Asimismo, cobra especial interés la participación del CNLSE en cuantos foros estén relacionados con la lengua de signos española u otras lenguas.

## Área de investigación y desarrollo
Hay que destacar la biblioteca virtual así como el apoyo documental a entidades públicas y privadas en materia de lengua de signos, el desarrollo de la base de datos de recursos sobre la lengua de signos española, el fomento de la red de universidades e investigadores de esta lengua, la participación en proyectos de investigación nacionales e internacionales y el impulso de estudios y trabajos de investigación acordes a las necesidades de la comunidad lingüística usuaria de la lengua de signos española, facilitando el intercambio de material docente, profesional y de investigación.